# Cabaret Chaud 7
Le Cabaret Chaud 7 (abrégé CC7) est un trio comique et musical suisse formé par les fribourgeois Iannis Kyriakidis, Albert Vial et Michel Sapin de 1971 à 1995.

## Histoire
En 1971, sept étudiants organisent des soirées faites de chansons et de sketches dans les environs d'Estavayer-le-Lac, dans le canton de Fribourg. Ils s'installent dès 1972 au café de la Tête Noire à Fribourg. En 1975, leur nombre passe à trois : Iannis Kyriakidis, Albert Vial et Michel Sapin.
Dès 1976, ils se produisent régulièrement au Cabaret des Faux-Nez à Lausanne, puis ouvrent leur propre salle de cent places en 1977, rue des Épouses, proche de la cathédrale Saint-Nicolas de Fribourg. Ils y jouent tous les soirs de mars à juin et de novembre à février et invitent d'autres chanteurs, humoristes ou musiciens de jazz. En août 1980, ils présentent le spectacle « le Monde merveilleux de Switzerland » au Théâtre de Dix heures, à Paris, sans succès,.
En 1984, ils créent et jouent le spectacle « Ça va péter! Tous aux abris... » à Fribourg, puis le tournent à La Traverse de Genève, à l'Échandole d'Yverdon-les-Bains ou encore à Bâle, Berne, Lucerne et Zurich,,.
Après 4 ans de programmation à la rue des Épouses, la salle devient à la fois trop petite pour leur public et trop vide lors des soirées d'artistes invités. Ils en partent en 1984 et louent jusqu’à la saison 1989-1990 le Café des Grand’Places à Fribourg, dont le premier étage est doté d'une salle de deux cents places avec tables et d'une scène plus grande avec coulisses. Le CC7 y présente notamment le spectacle « Touche pas à ma capote » en avril 1987 avant de le tourner dans diverses villes de Suisse,. L'affiche du spectacle, qui représente le trio vêtus de queue de pie en train de faire une course en sac et dont les sacs ressemblent à des préservatifs, fait réagir le public et les journaux locaux, qui interdisent sa publication en tant qu'annonce,. En 1988, le spectacle « Wall-$trip » offre une vision satirique du dollar,.
En 1990, le trio déplace son antre à l’Auberge de la Croix-Blanche, au Mouret, et ne présente plus que ses propres productions.
Le spectacle « Les Vieux sont tombés sur la tête », monté en 1990 et mis en scène par Marc de Hollogne est le premier à s’appuyer sur une trame narrative, en s’approchant de la comédie musicale.
Au début 1991, le trio réalise avec succès le spectacle non subventionné « Chaud 700 », mis en scène par Georges Gremaud sur le thème du 700e anniversaire de la Confédération Suisse,,.
Pour fêter ses vingt ans, le Cabaret Chaud 7 joue le spectacle « Les Aventuriers des 20 berges perdues », au Mouret dès le 6 novembre 1991,.
Le spectacle « Liquidation totale » est joué en 1994-1995 dans plusieurs villes romandes, presque toujours à guichets fermés. Après 23 ans de scène, il coïncide avec la dissolution du groupe en janvier 1995.

## Membres
Iannis Kyriakidis, né le 14 septembre 1949 , est le compositeur et musicien du trio. Il est père de Mathieu Kyriakidis, compositeur, arrangeur et directeur d'orchestre, et de Gael Kyriakidis, également musicienne. Depuis février 2000, Iannis est directeur du chœur la Compagnie du Carreau.
Albert Vial, père d'un enfant, est né le 3 février 1950 et décédé d'un cancer.
Le comédien Michel Sapin, né le 6 avril 1951 , a cinq enfants.

## Discographie
- La bavure (Disques Office)Face A :

1. La bavure
2. Le loubard
3. Les chiens policiers
4. Hawaï
5. Papy rock

Face B :
1. Polar song
2. Faut pas la pousser
3. Vas-y Bizou
4. On a meilleur
5. Cocktail maison

- 1981 : Archives CC7 1971-1981 (Disques Varelas)Disque 1, face A :

1. Le corbeau et le renard (version ruisse-romande, suisse italienne, suisse allemande)
2. La ceinture
3. Anachronisrome
4. Bal musette
5. Le con
6. Médecin-téléphone
7. Dans les montagnes
8. De mon pays

Disque 1, face B :
1. Les commères
2. Femme go homme
3. Vacances italiennes
4. À Pigalle au Gourbi
5. Biteman
6. Les musiciens de l'orphéon

Disque 2, face A :
1. Je t'aime
2. Drôle d'oiseau
3. Les hommes au foyer
4. Pris d'otage
5. Nanar l'anarchiste
6. Bureau des étrangers
7. Pépé skate-boarder
8. Le caleçon de 1900

Disque 2, face B :
1. Nazi-art
2. Welschons en chœur
3. FC Vatican
4. C'était marqué sur le prospectus
5. Déboires d'outre-tombe
6. Spot-quiz
7. Les cas tarés du karaté

- En public (Disques Office)Face A :

1. Indicatif CC7
2. Mais c'est gai...
3. Didi-Dédé
4. Le p'tit oiseau
5. Les supermarchés
6. Heimatschuss
7. Aux Saintes-Maries
8. Ces chers petits
9. Peouse-blouse

Face B :
1. Les donzelles
2. TV confession
3. Football à gogoal
4. Cache-tampon
5. La ceinture de sécurité
6. Le tango du 3e âge
7. Mise en boîte à Khartoum
8. La fille de joie
9. Indicatif CC7

- 1984 : Mama Wahli / Schutz-Poutze (OCLC 717258011) (Cabaret Chaud 7)45 tours
- 1985 : Les chansons (OCLC 717575873) (Eustache)Face A :

1. Méfie-toi fillette
2. Le grand guignol des PTT
3. C'est pour ça que je chante
4. La p'tite putain
5. Simone

Face B :
1. La rumba du Fribourgeois
2. Tant qu'on a la santé
3. Le gros su-sucre
4. Juju d'en haut
5. Le pauvre préservatif
6. Les vacances

- 1989 : Papy melodies (OCLC 715234636)

1. Make me love
2. François, Franz et Francesco
3. Bonjour M'sieur l'directeur
4. Femmes perfides
5. Vive les divorcés
6. C'est bonnard
7. Viens toutou
8. L'accent
9. Les petits gestes quotidiens
10. On n'est plus de chez nous
11. La télé

- 1989 : Make me love / Viens toutou (OCLC 715272547) (Cabaret Chaud 7)45 tours
- 1991 : La Compil': Sélection des meilleures chansons 71-91 (OCLC 716717083)

1. La rumba du fribourgeois
2. Schmutz poutze
3. Mama Wahli
4. La bavure
5. Cocktail maison
6. On a meilleur
7. Les chiens policiers
8. L'accent
9. Papy rock
10. La télé
11. Femmes perfides
12. Hawai
13. Indicatif CC7
14. Mais c'est gai
15. Le p'tit oiseau
16. Les supermarchés
17. Peouse blouse
18. Le tango du 3e âge
19. Les donzelles
20. C'est la compil'

- 1991 : Les vieux sont tombés sur la tête, cassette vidéo, Télévision suisse romande